# Puebla FC
Puebla Fútbol Club (eller bare Puebla) er en mexicansk fodboldklub fra Puebla. Klubben spiller i landets bedste liga, Liga MX, og har hjemmebane på stadionet Estadio Cuauhtémoc. Klubben blev grundlagt den 7. maj 1944, og har siden da vundet to mesterskaber, fire pokaltitler og én udgave af CONCACAF Champions League.
Puebla har kælenavnet La Franja (striben) på grund af den karakteristiske tværgående blå stribe på spillertrøjen.

## Titler
- Liga MX (2): 1982–83, 1989–90

- Copa Mexico/Clausura Copa MX (5): 1944–45, 1952–53, 1987–88, 1989–90, 2015

- CONCACAF Champions League (1): 1991

## Kendte spillere
| - Alberto Garcia Aspe - Alfredo Tena - Ignacio Ambríz - Manuel Lapuente - Narciso Cuevas - Roberto Ruiz Esparza - Jorge Campos - Marcelino Bernal - Pablo Larios - Luis Miguel Noriega - Duilio Davino - Jared Borgetti - Uwe Wolf - Silvio Fogel - Damián Zamogilny - Edivaldo - Muricy Ramalho - Luis Ignacio Quinteros - Jorge Aravena - Carlos Poblete |  | - Eulalio Arriaga - Jafet Soto - Ivan Kaviedes - Pirri - Juan Manuel Asensi - Carlos Muñoz - Miguel Pardeza - Herculez Gomez - DaMarcus Beasley - Carlos Ruiz - Ramón Núñez - Jose Soto - Roberto Palacios - Walter Vilchez - Robert Dante Siboldi - Gerardo Rabajda - Nicolás Olivera - Álvaro Fabián González - Horacio Peralta - Juan Arango |